# Anni 1260
Gli anni 1260 sono il decennio che comprende gli anni dal 1260 al 1269 inclusi.

## Personaggi
- 1265: nasce Dante Alighieri